# Inmar
Inmar az udmurtok mondáiban az ég, az időjárás istene, minden szép és jó, növények, állatok, Urom, az első ember teremtője.
A finneknél neve Ilmarinen lett, a lappoknál Ilmaracse. Kezdetben nem emelkedett ki a többi szellem közül, de a kereszténység hatására felvette a mindenható, teremtő Isten tulajdonságait.
Mítoszának egyik változata elbeszéli, mint támaszt vízözönt az emberpár bűnbeesését követően, hogy azután vörös agyagból néhány újabb emberpárt teremtsen. Mindegyik mellé rendel egy kutyát, hogy azok őrizzék őket Keremettől, az ellenlábas főistentől.

## Külső hivatkozások
- mnyfi.elte.hu: Udmurtok